# Bregare, Plevna
Bregare (în bulgară Брегаре) este un sat în comuna Dolna Mitropolia, regiunea Plevna,  Bulgaria. 

## Demografie
Componența etnică a satului Bregare
     Bulgari (88,81%)
     Nicio identificare (10,21%)
     Altele (1,45%)
La recensământul din 2011, populația satului Bregare era de 617 locuitori. Din punct de vedere etnic, majoritatea locuitorilor (88,81%) erau bulgari. Pentru 10,21% din locuitori nu este cunoscută apartenența etnică.